# Джеймс Ерік Драммонд
Сер Джеймс Ерік Драммонд, 16-й граф Перт (англ. Sir James Eric Drummond, англ. James Eric Drummond , 16th Earl of Perth; 17 серпня 1876, в Північному Йоркширі — 15 грудня 1951, у Західному Суссексі) — член палати представників від Шотландії (1941-1951),  британський дипломат і перший Генеральний секретар Ліги Націй. Єдинокровний брат Вільяма Драммонда, 15-го графа Перта

## Біографія
Народився 17 серпня 1876 року в Північному Йоркширі, Англія. Освіту в Ітоні і почав свою кар'єру в Міністерстві закордонних справ Великої Британії в 1900 році. В 1906 році став особистим секретарем лорда Едмонда Фіцморіса, заступника державного секретаря Міністерства закордонних справ Великої Британії.
Генеральний секретар Ліги Націй з 1920 по 1933 рік, коли його призначили послом Великої Британії в Італії. В 1937 році після смерті свого зведеного брата Ерік успадкував титул графа Перта і увійшов до палати лордів. В 1939 році Драммонд повернувся до Англії і під час Другої світової війни служив радником у Міністерстві інформації Великої Британії. З 1946 року і аж до своєї смерті обіймав посаду заступника керівника Ліберальної партії в Палаті лордів.